# Anii 1970 în film
- Anii 1960 în cinematografie — Anii 1970 în cinematografie — Anii 1980 în cinematografie

În anii 1970 au avut loc mai multe evenimente în industria filmului:

## Filme
Aceasta este o listă incompletă de filme produse în anii 1970:
- 1970 - Patton, M*A*S*H, The Conformist
- 1971 - Filiera franceză, Portocala mecanică, The Last Picture Show
- 1972 - Nașul, Aguirre, the Wrath of God, Farmecul discret al burgheziei, Solaris, Cries and Whispers
- 1973 - The Exorcist, Don't Look Now, Badlands, Mean Streets, Amarcord, The Sting
- 1974 - A Woman Under the Influence, Nașul: Partea a II-a, Chinatown, The Conversation, Celine and Julie Go Boating
- 1975 - Fălci, Zbor deasupra unui cuib de cuci, Barry Lyndon, Monty Python and the Holy Grail, Jeanne Dielman, 23 quai du Commerce, 1080 Bruxelles, Nashville
- 1976 - Șoferul de taxi, Network, In the Realm of the Senses, 1900, Kings of the Road
- 1977 - Annie Hall, Războiul stelelor, Killer of Sheep, Close Encounters of the Third Kind, Providence
- 1978 - Halloween, Dawn of the Dead, The Tree of Wooden Clogs, Days of Heaven, Vânătorul de cerbi
- 1979 - Apocalipsul acum, Being There, Life of Brian, Alien, Manhattan, Stalker, Mad Max

## Nașteri
1970:

## Decese
1970: